# 韋萊特尼夫卡
46°33′20″N 34°44′42″E / 46.55556°N 34.74500°E
韋萊特尼夫卡（烏克蘭語：Велетнівка）是位於烏克蘭南部的村莊，由赫爾松州海尼切斯克區的海尼切斯克市镇負責管轄。該村面積21.7平方公里，海拔高度30米，2001年人口353，人口密度每平方公里16.3人。